# Java Modeling Language
Java Modeling Language (JML) – jedna z formalnych metod określenia właściwości implementacji oprogramowania w języku Java, bazująca na idei projektowania związanego z kontraktem (ang. design by contract). Notacja ta umożliwia szczegółowy opis zachowania klas oraz interfejsów w języku Java.